# Teynham
Teynham est un grand village et un civil parish dans le district de Swale, dans le comté du Kent. La paroisse est située au nord de la A2 quelque trois miles à l'ouest de Faversham. Le village est desservi par la gare de Teynham.